# 盛大士
盛大士。字子履，号逸云，又號蘭逸外史（兰簃外史），别署蘭逸道人、蘭畦道人、兰砥道人、蕴素外史、悔生居士。江苏太仓州镇洋县（今江苏太仓）人，清代画家。
乾隆三十六年（1771年）出生。他是朱锡绶的舅舅，钱大昕、赵非石弟子。嘉庆五年（1800年）中举人，官至山阳县（今江苏淮安市）教谕，后主安道书院。学问博雅，通经史，精于诗论、画论。与郭麐为文友，过往极密。其著述宏富，有《蕴愫阁诗集》二十一卷、《文集》六卷、《别集》四卷。兼善詩、書、畫，書法獨具一格,自成風尚。林昌彝称他“修学好古，发为骈四俪六文，镵刻隐隟，扬榷丽藻”。善画山水，号称娄东嫡派。美学思想上，要求以传统“气韵”美学观衡量绘画，强调绘画艺术在于克服困难，“笔少画多”、“境显意深”、“险不入怪”。